# Aureo L. Calles (Tabasco)
Aureo L. Calles es una localidad del municipio de Huimanguillo ubicado en la subregión de la Chontalpa del estado mexicano de Tabasco.

## Geografía
La localidad de Aureo L. Calles se sitúa en las coordenadas geográficas 17°33′19″N 93°27′37″O / 17.555278, -93.460278, a una elevación de 37 metros sobre el nivel del mar.

## Demografía
Según el Conteo de Población y Vivienda 2020, efectuado por el Instituto Nacional de Estadística y Geografía, la localidad de Aureo L. Calles tiene 286 habitantes, de los cuales 148 son del sexo masculino y 138 del sexo femenino. Su tasa de fecundidad es de 3.1 hijos por mujer y tiene 63 viviendas particulares habitadas.
| Gráfica de evolución demográfica de Aureo L. Calles entre 1980 y 2020 |
|                                                                       |
| INEGI.                                                                |